# Mehr Licht!
Mehr Licht! (дословно — «Больше света!») — ежеквартальный литературный и культурный журнал на албанском языке, издаваемый в Албании. Выпускается с 1996 года.

## История и описание
Mehr Licht! был основан Мирой Мекси и Веби Велия в 1996 году. Мира Мекси также является главным редактором журнала.
Название журнала написано на немецком языке и отсылает к последним словам Гёте, означающим «больше просвещения, больше знаний, больше реальности».
Mehr Licht! публикует статьи о литературе и культуре. Журнал является членом Европейской сети литературных журналов Eurozine. В 2011 году журналом учреждён приз за лучшее культурное эссе, написанное в Албании.